# Station Littleborough
Littleborough is een spoorwegstation van National Rail in Littleborough, Rochdale in Engeland. Het station is eigendom van Network Rail en wordt beheerd door Northern Rail. Het station is geopend in 1839.